# Sōki Yatagai
Sōki Yatagai (japanisch 矢田貝 壮貴 Yatagai Sōki; * 11. Juni 1998 in der Präfektur Osaka) ist ein japanischer Fußballspieler.

## Karriere
Sōki Yatagai erlernte das Fußballspielen in der Jugendmannschaft des FC Hirano, in der Schulmannschaft der Kyoto Tachibana High School sowie in der Universitätsmannschaft der Osaka University of Health & Sport Sciences. Seinen ersten Profivertrag unterschrieb der Torwart am 1. Februar 2021 beim AC Nagano Parceiro. Der Verein aus Nagano, einer Stadt in der gleichnamigen Präfektur Nagano, spielte in der dritten japanischen Liga, der J3 League. Sein Drittligadebüt gab Sōki Yatagai am 14. März 2021 (1. Spielgag) im Auswärtsspiel gegen Kamatamare Sanuki. Hier stand er in der Startelf und spielte die kompletten 90 Minuten. Nach insgesamt 18 Drittligaspielen wechselte er im Januar 2024 zum Zweitligisten Blaublitz Akita.